# Фильчаков, Ярослав Александрович
Ярослав Олександрович Фільчаков (укр. Ярослав Олександрович Фільчаков; род. 13 октября 1995) — украинский борец греко-римского стиля, призёр чемпионата мира 2022 и 2023 года, призёр чемпионатов Европы 2023 и 2024 годов и призёр молодёжных чемпионатов Европы 2016 и 2018 годов.

## Биография
Ярослав Фильчаков на чемпионате Европы среди спортсменов до 23-х лет в 2016 году в болгарском Русе завоевал бронзовую медаль, а в 2018 году на аналогичном турнире в Стамбуле стал вторым в категории до 82 килограммов.
В 2022 году украинский борец завоевал бронзовую медаль на чемпионате мира в Белграде, в поединке за третье место одолел атлета из Грузии Геллу Болквадзе.
В феврале 2024 года стал бронзовым медалистом чемпионата Европы в Бухаресте (Румыния).
Майстер спорту Міжнародного класу .
Багаторазовий чемпіон кубків та чемпіонатів України.
Міжнародні Турніри
Гран-Прі Мадрід -1 місце (Испанія 2019)
Гран-Прі Ніцца -1 місце(Франція,2023)
Гран-Прі Загреб Опен-3 місце(Хорватія 2021)
Гран-Прі Загреб Опен-1 місце(Хорватія 2022)
Питлясинського -2 місце (Польща ,2021)
Міжнародний Турнір Дан Колов -2 місце(Болгарія 2023)
Гран-Прі Дортмунд-3 місце(Німеччина 2023)